# ماريانو راخوي
ماريانو راخوي براي (بالإسبانية: Mariano Rajoy Brey)‏ (وُلد في 27 مارس 1955) هو سياسي إسباني شغل منصب رئيس وزراء إسبانيا من 2011 إلى 2018، إلى أن أدى تصويت بطلب حجب الثقة إلى الإطاحة بحكومته. في 5 يونيو 2018، أعلن استقالته من رئاسة الحزب الشعبي.
أصبح زعيمًا للحزب الشعبي في عام 2004 ورئيسًا للوزراء في عام 2011 بعد فوز الحزب الشعبي الساحق في الانتخابات العامة في ذلك العام ليصبح الرئيس السادس للحكومة الإسبانية. خسر الحزب أغلب أصواته في الانتخابات العامة لعام 2015، لتصل الانتخابات إلى طريق مسدود، تمكن راخوي بسبب  انتخابات ثانية في عام 2016 من إعادة انتخابه رئيسًا للوزراء كرئيس لحكومة الأقلية. كان راخوي وزيرًا في ظل حكومة خوسيه ماريا أثنار، وشغل مناصب قيادية مختلفة في وزارات مختلفة بين عامي 1996 و 2003، كما كان نائبًا لرئيس الوزراء بين عامي 2000 و 2003. كان زعيم المعارضة بين عامي 2004 و2011 في ظل حكومة خوسيه لويس رودريغيث ثباتيرو. 
تميزت فترة ولاية راخوي الأولى بشدة الأزمة المالية الإسبانية وأشرف على إعادة هيكلة النظام المالي الإسباني بالإضافة إلى إصلاح كبير لقطاع العمل. بلغت الأزمة المالية ذروتها مع إنقاذ النظام المصرفي الإسباني في يونيو 2012. وبلغت البطالة في إسبانيا ذروتها عند 27 بالمئة في عام 2012، ما أدى إلى انخفاض مبدئي للحزب الشعبي في استطلاعات الرأي، تفاقم بعدها الوضع بسبب الكشف عن سلسلة من قضايا الفساد التي أضرت بسمعة الحزب بشكل كبير. بالإضافة إلى عوامل أخرى أدت إلى تحول عميق في النظام الحزبي الإسباني، مع صعود أحزاب سياسية جديدة من اليسار واليمين: حزب بوديموس والمواطنون.
أدت الانتخابات العامة لعام 2015 إلى تشكيل مجلس نواب جعل من تشكيل الحكومة أمر صعب للغاية. نتيجة لذلك، كانت إسبانيا بدون حكومة لأكثر من ستة أشهر وأجريت انتخابات جديدة في يونيو 2016. عُين راخوي أخيرًا رئيسًا للوزراء بدعم من حزب المواطنون وامتنع الحزب الاشتراكي العمالي الإسباني عن التصويت. تميزت فترة ولاية راخوي الثانية بالانتعاش الاقتصادي وتراجع البطالة. أشرف راخوي أيضًا على الأزمة الدستورية الإسبانية 2017-18 التي تميزت باستفتاء الاستقلال الكتالوني لعام 2017 والإعلان الكتالوني من جانب واحد عن الاستقلال في 27 أكتوبر 2017 ما أدى إلى فرض حكم مباشر في كتالونيا.
لمدة 14 عامًا و 146 يومًا، كان راخوي السياسي الإسباني الأطول خدمة في حكومة إسبانيا منذ انتقال إسبانيا نحو الديمقراطية، حيث شغل مناصب وزارية بشكل مستمر من عام 1996 إلى عام 2004 ومن عام 2011 إلى عام 2018.

## نشأته
ولد في سانتياغو دي كومبوستيلا بغاليسيا، تخرج راخوي في جامعة سانتياغو دي كومبوستيلا واجتاز الامتحان التنافسي المطلوب في إسبانيا للدخول في الخدمة المدنية وهو في سن 24، وأصبح بذلك أول موظف يدخل في منصب تسجيل الملكية بتلك السن المبكرة.

## مسيرته السياسية
بعد أن خدم في مناصب وزارية مختلفة في فترة حكم أثنار، عين راخوي كمرشح الحزب لرئاسة الوزراء في الانتخابات العامة الأسبانية يوم 14 مارس 2004. وانهزم أمام حزب العمال الاشتراكي الإسباني في أعقاب تفجيرات قطارات مدريد عام 2004.

### الرئاسة
بعد الفوز الكبير الذي حققه الحزب الشعبي في الانتخابات التي جرت في 20 نوفمبر 2011 انتخب البرلمان الإسباني ماريانو راخوي رئيسا للحكومة الإسبانية بغالبية 187 صوتا من اصل 350 نائبا.

## روابط خارجية
- ماريانو راخوي على موقع IMDb (الإنجليزية)
- ماريانو راخوي على موقع الموسوعة البريطانية (الإنجليزية)
- ماريانو راخوي على موقع مونزينجر (الألمانية)